# Analogni pirimidini
Analogni pirimidini su antimetaboliti, koji imitiraju strukturu metaboličkih pirimidina.

## Primeri
- 5-florouracil[1] (5FU) koji inhibira timidilat sintazu.[2]
- Floksuridin (FUDR)
- Citozin arabinozid (Citarabin)

- Pirimidin
- Florouracil
- Floksuridin
- Gemcitabin

## Literatura
1. ↑  Huhtala A; Rönkkö S; Teräsvirta M;  . (2009). „The effects of 5-fluorouracil on ocular tissues in vitro and in vivo after controlled release from a multifunctional implant”. Invest. Ophthalmol. Vis. Sci. 50 (5): 2216—23. PMID 19136700. doi:10.1167/iovs.08-3016.
2. ↑  Xi Y, Formentini A, Nakajima G, Kornmann M, Ju J (2008). „Validation of biomarkers associated with 5-fluorouracil and thymidylate synthase in colorectal cancer”. Oncol. Rep. 19 (1): 257—62. PMID 18097604.